# دير كروبا نا فرباسو
كنيسة سانت إيليا هي كنيسة تقع في كروبا نا فرباسو، (البوسنة والهرسك). تقع على بعد حوالي عشرين كيلومترًا من بانيا لوكا في جمهورية صرب البوسنة.
تم إعلان الكنيسة نصبًا وطنيًا في قائمة الآثار الوطنية في البوسنة والهرسك.